# Maguilla
Maguilla é um município da Espanha na comarca de Campiña Sur, província de Badajoz, comunidade autónoma da Estremadura, de área 98 km². Em 2021 tinha 960 habitantes (densidade: 9,8 hab./km²).

## Demografia
| Variação demográfica do município entre 1991 e 2004 | Variação demográfica do município entre 1991 e 2004 | Variação demográfica do município entre 1991 e 2004 | Variação demográfica do município entre 1991 e 2004 |
| --------------------------------------------------- | --------------------------------------------------- | --------------------------------------------------- | --------------------------------------------------- |
| 1991                                                | 1996                                                | 2001                                                | 2004                                                |
| 1175                                                | 1171                                                | 1117                                                | 1113                                                |